# Seznam osebnosti iz Občine Železniki
Seznam osebnosti iz Občine Železniki vsebuje osebnosti, ki so se tu rodile, delovale ali umrle.
Občina Železniki ima 30 naselij: Davča, Dolenja vas, Dražgoše, Golica, Kališe, Lajše, Martinj Vrh, Ojstri Vrh, Osojnik, Podlonk, Podporezen, Potok, Prtovč, Ravne, Rudno, Selca, Smoleva, Spodnja Sorica, Spodnje Danje, Studeno, Sv. Lenart, Topolje, Torka, Zabrdo, Zabrekve, Zala, Zali Log, Zgornja Sorica, Zgornje Danje in Železniki.

## Gospodarstvo
- Blaž Demšar (1903, Selca – 1981, Ljubljana), izdelovalec godal, mizar
- Anton Rakovec (1938, Kališe –), gospodarstvenik, strojnik
- Franc Torkar (1880, Jesenice – 1957, Jesenice), livar zvonov, metalurg

## Politika
- Blaž Crobath (1797, Železniki – 1848, Ljubljana), politik, pravnik, mecen
- Marjan Čufer (1954, Spodnje Danje –), politik, pesnik, publicist
- Janez Frelih (1942, Zgornja Sorica –), podžupan, magister znanosti
- Anton Globočnik pl. Sorodolski (1825, Železniki – 1912, Dunaj), pravnik, upravni uradnik, politik, narodni buditelj
- Boris Globočnik (1915, Železniki – 1978, Železniki), politik, partizan, posestnik
- Anton Kokalj (1960, Topolje –), politik, elektroinženir, pedagog
- Janez Evangelist Krek (1865, Sveti Gregor – 1917, Šentjanž), politik, sociolog, teolog, pisatelj, časnikar
- Luka Mesec (1987, Kranj –), politik, poslanec, družbenopolitični aktivist
- Franc Thaler (1865, Železniki – 1936, Šentilj v Slovenskih goricah), narodni delavec, politik, vinogradnik
- Jernej Zupanec (1810, Martinj Vrh – 1898, Ljubljana), narodni delavec, pravnik
- Srečko Žumer (1895, Železniki – 1983, Ljubljana), politik, sindikalist

## Publicistika
- Franc Ceklin (1911, Stara Fužina – 2004, Črni Vrh), publicist, zgodovinar, scenarist
- Anton Dermota (1876, Železniki – 1914, Gorica), publicist, politik, pravnik
- Lenard Lotrič (1882, Železniki – 1941, Gornja Radgona), publicist, pravnik

## Religija
- Jakob Čemažar (1874, Železniki – 1924, Mala Nedelja), duhovnik, narodni delavec
- Jožef Dagarin (1785, Železniki – 1848, Ljubljana), duhovnik, teolog
- Peter Josip Jeram (1865, Smoleva – 1897, North Fork Eel River, Kalifornija), duhovnik, misijonar
- Anton Koblar (1854, Železniki – 1928, Kranj), duhovnik, zgodovinar, arhivist, politik
- Marjan Kokalj (1969, Topolje –), duhovnik, jezuit, režiser
- Luka Klopčič (1880, Železniki – 1932, Calumet, Michigan), duhovnik
- Jernej Levičnik (1808, Železniki – 1883, Šmohor, Avstrija), pesnik, duhovnik, prevajalec
- Jurij Miklavčič (1756, Zali Log – 1829, Ljubljana), duhovnik, latinist, slovenist
- Janko Mlakar (1874, Železniki – 1953, Ljubljana), duhovnik, planinski in humoristični pisatelj, prevajalec, alpinist
- Silvester Murè (1743, Škofja Loka – 1810, Dobrunje), duhovnik
- Anton Pintar (1817, Železniki – 1881, Zali Log), nabožni pisatelj, duhovnik
- Luka Pušar (ok. 1676, ? – 1760, Selca), duhovnik
- Franc Rihar (1858, Polhov Gradec – 1919, Mekinje), duhovnik, nabožni pisatelj
- Anton Šinkar (1916, Selca – 1943, Mozelj), duhovnik
- Filip Terpin (med 1603 in 1604, Selca – 1683, Kranj), generalni vikar, generalni vizitator, duhovnik

## Šolstvo
- Milica Bergant (1924, Železniki – 2013, Cerknica), pedagoginja, profesorica
- Luka Jelenc (1857, Dražgoše – 1942, Ljubljana), učitelj, politik
- Egon Jezeršek (1891, Križe – 1917, bojišče ob Piavi, Benečija), učitelj, telovadec, organizator
- Hinko Klavora (1878, Trst – 1969, Ljubljana), učitelj
- Jožef Levičnik (1826, Železniki – 1909, Železniki), učitelj, pisatelj, pesnik, skladatelj, organist, župan
- Matija Rant (1844, Martinj Vrh – 1917, Dobrova), šolnik, sadjar
- Ivan Štalec (1910, Dolenja vas – 1994, Ljubljana), učitelj, matematik, profesor
- Filip Trpin (1603/1604, Selca – 1683, Kranj), duhovnik, teolog, nabožni pisatelj
- Ivan Tušek (1835, Martinj Vrh – 1877, Ljubljana), učitelj, naravoslovec, pisatelj, prevajalec

## Šport
- Henrik Biček (1919, Prapetno Brdo – 1942, Dražgoše), nogometaš, partizan
- Aleš Gartner (1948, Železniki – 1993, Val-d'Isère, Francija), smučar, trener
- Filip Gartner (1939, Železniki –), smučarski trener
- Franc Gartner (1906, Železniki – 1992, Ljubljana), kolesar
- Blaža Klemenčič (1980, Selca –), kolesarka
- Peter Prevc (1992, Dolenja vas –), smučarski skakalec, športnik, olimpijec
- Stane Rant (1920, Dolenja vas – 1942, Draga), nogometaš, partizan
- Ivan Tavčar (1889, Ljubljana – 1966, Ljubljana), športnik, smučarski učitelj, planinski fotograf

## Umetnost

### Fotografija in film
- Veličan Bešter (1891, Železniki – 1938, Ljubljana), fotograf, filmar
- Janez Burger (1965, Kranj –), filmski, televizijski in operni režiser, scenarist, producent
- Aleksander Čufar (1962, Železniki –), fotograf
- Valentin Klemenčič (1943, Kovor – 2020, Tržič), fotograf, častnik, veteran vojne za Slovenijo
- Gojmir Anton Kos (1896, Gorica – 1970, Ljubljana), fotograf, slikar, profesor, akademik

### Glasba
- Andy Arnol (1947, Železniki – 2022, Jesenice), saksofonist, klarinetist, jazzovski skladatelj, dirigent
- Janez Lotrič (1953, Železniki –), tenorist, operni in koncertni pevec
- Tone Potočnik (1951, Bukovica –), orglavec, pianist, glasbeni pedagog, skladatelj, zborovodja
- Anton Tevž (1894, Bočna – 1971, Ljubno ob Savinji), glasbenik, orglavec, gospodarstvenik

### Književnost
- Miro Bajt (1950, Ljubljana –), prevajalec, samostojni kulturni delavec, organizator dela
- Jože Dolenc (1912, Železniki – 1994, Ljubljana), prevajalec, urednik, pisatelj
- Francka Gortnar (1924, Občina Železniki – 2021, Ljubljana), pesnica, interniranka
- Anton Hribar (1864, Mali Korinj – 1953, Zali Log), pesnik, duhovnik
- Ivan Jan (1921, Rečica pri Bledu – 2007, Kranj), pisatelj, zgodovinar, partizan, kovač
- Marko Kociper (1969, Železniki –), stripar, ilustrator
- Frančišek Kralj (1875, Struge – 1958, Struge), pesnik, pisatelj, duhovnik
- Frančišek Krek (1858, Selca – 1921, Vranja Peč), pesnik, duhovnik
- Matej Lotrič (1840, Železniki – 1864, Železniki), pesnik, duhovnik
- Matevž Ravnikar (1820, Poženik – 1864, Predoslje), pesnik, zbiralec ljudskega slovstva, duhovnik
- Miha Remec (1928, Ptuj – 2020, Ljubljana), pisatelj, novinar
- Anton Sušnik (1850, Železniki – 1895, Ljubljana), pisatelj, publicist, prevajalec
- Rudi Šeligo (1935, Sušak pri Reki – 2004 Ljubljana), drama Čarovnica iz Zgornje Davče (1977)
- Ivan Tavčar (1851, Poljane – 1923, Ljubljana), pripoved V Zali (1894)
- Filip Terčelj (1892, Grivče – 1946, Davča), pisatelj, pesnik, nabožni pisec, publicist, prosvetni organizator, narodni delavec, profesor, mučenec, duhovnik
- Ivo Zorman (1926, Gora pri Komendi – 2009, Kamnik), pisatelj, učitelj

### Slikarstvo, kiparstvo, arhitektura in oblikovanje
- Milan Batista (1924, Logatec – 2010, Golnik), slikar, grafik, likovni pedagog
- Franc Berčič Berko (1946, Ljubljana –), slikar, grafik
- Ludovik Grilc (1851, Idrija – 1910, Ljubljana), slikar
- Ivan Grohar (1867, Spodnja Sorica – 1911, Ljubljana), slikar
- Janez Grohar (1782, Zgornja Sorica – 1852, Zgornja Sorica), podobar, slikar
- Janez Hafner (1950, Trnje – 2012, Virlog), slikar
- Jurij Kalan (1961, Kranj –), slikar, rezbar
- Gregor Kemperle (1837, Podlonk – 1858, Stara Loka), slikar
- Tone Klemenčič - Plnadar (1844, Železniki – 1927, Železniki), podobar, rezbar
- Matevž Langus (1792, Kamna Gorica – 1855, Ljubljana), slikar
- Celestin Mis (1863, Hostokreja, Češka – 1918, Ljubljana), risar, kipar
- Marko Peternel (1819, Davča – 1905, Selca), podobar
- Jože Plečnik (1872, Ljubljana – 1957, Ljubljana), arhitekt, profesor, urbanist, oblikovalec, učitelj
- Maks Strenar (1901, Trst – 1968, Kranj), arhitekt, oblikovalec
- Gabrijel Stupica (1913, Dražgoše – 1990, Ljubljana), slikar, profesor
- Ive Šubic (1922, Hotovlja – 1989, Poljane nad Škofjo Loko), slikar, grafik
- Štefan Šubic (1820, Hotovlja – 1884, Poljane nad Škofjo Loko), podobar, slikar, kipar
- Matija Tomc (1814, Šujica – 1885, Šentvid), podobar
- Janez Vidic (1923, Ljubljana – 1996, Maribor), slikar
- Janez Vurnik st. (1819, Stara Oselica – 1889, Radovljica), podobar, kipar
- Janez Vurnik (1849, Radovljica – 1911, Radovljica), podobar
- Franc Ksaver Zajec (1821, Sovodenj – 1888, Ljubljana), kipar, podobar
- Marjan Žitnik (1995, Železniki –), oblikovalec

## Vojska
- Urška Dolinarka (rojena leta 1557 v Črešnjici, živela v Davči), kmetica in junakinja
- Jože Berce (1926, Selca – 2017, ?), častnik, generalmajor Jugoslovanske ljudske armade
- Franc Frakelj (1917, Dražgoše – 1985, Kanada), domobranec, pripadnik Črne roke
- Franc Gortnar (1923, Občina Železniki – 1944, Zapoge), partizan
- Jože Mihevc (1922, Idrija – 1944, Jelovica), partizanski poveljnik, narodni heroj
- Cilka Odar (1919, Brda – 1945, Lajše), partizaka, aktivistka NOB
- Vida Šinkovec (1925, Kranj – 1945, Lajše), partizanka, aktivistka NOB
- Oton Vrhunec (1915, Selca – 1935, Topolje), partizan, pesnik

## Zdravstvo
- Angela Boškin (1885, Pevma – 1977, Pevma), medicinska sestra, otroška negovalka
- Marija Bračko (1914, Železniki – 2004, Škofja Loka), zdravnica
- Franc Debevec (1915, Železniki — 2002, Ljubljana), zdravnik
- Jernej Demšar (1875, Železniki – 1961, Lesce), zdravnik, dermatovenerolog, profesor
- Anton Sonc (1904, Železniki – 1974, ?), zdravnik internist
- Valerija Strnad (1880, Ljubljana – 1961, Železniki), zdravnica
- Mihael Tušek (1803, Martinj Vrh – 1843, Ljubljana), zdravnik, prevajalec, potopisec

## Znanost: humanistika in naravoslovje
- Rudolf Andrejka (1880, Ljubljana – 1948, Ljubljana), pravnik, pisatelj, statistik, zgodovinar, propagator planinstva in turizma, alpinist
- Franjo Baš (1899, Kamenče – 1967, Ljubljana), geograf, zgodovinar, etnolog, arheolog, muzealec, konservator
- Blaž Blaznik (1786, Selca – 1862, Naklo), zgodovinar, duhovnik, pisatelj
- Miran Bogataj (1948, Brežice – 2012, Kranj), pravnik, brigadir
- Josip Boncelj (1884, Železniki – 1971, Zagreb), strojni inženir, profesor
- Franc Jenčič (1910, Makarska, Hrvaška – 1985, Trbovlje), kemik, inovator
- France Koblar (1889, Železniki – 1975, Ljubljana), literarni zgodovinar, literarni in gledališki kritik, urednik, prevajalec
- Franc Kos (1853, Selca – 1921, Vranja Peč), zgodovinar, profesor
- Milko Kos (1892, Gorica – 1972, Ljubljana), zgodovinar, geograf
- Luka Lavtar (1846, Železniki – 1915, Maribor), matematik, profesor
- Albert Levičnik (1846, Železniki – 1934, Maribor), pravnik
- Gašper Jurij Melhior Levičnik  (1772, Železniki – 1824, Dunaj), pravnik, odvetnik, profesor
- Andrej Pavlovec (1929, Ljubljana – 1995, Ljubljana), umetnostni zgodovinar, likovni kritik
- Anton Pfleger vitez Wertenau (1748, Železniki – 1820, Dunaj), pravnik, profesor
- Edvard Pohar (1912, ? – 1997, ?), zdravnik, ortoped
- Karl Jožef Prenner (1780, Škofja Loka – 1841, Stična), zgodovinopisec
- Anton Ramovš (1924, Dolenja vas – 2011, Kranj), geolog, paleontolog, profesor, stratigraf
- Jakob Šolar (1896, Rudno – 1968, Ljubljana), jezikoslovec, urednik, prevajalec, profesor, literarni kritik in zgodovinar, duhovnik
- Franc Špiler (Spiller) – Muys (1922, Ljubljana – 2004, Ljubljana), elektrotehnik
- Ivan Tušek (1835, Martinj Vrh – 1877, Ljubljana), naravoslovec, pisatelj, vajevec
- Ciril Zupanc (1925, Železniki – 2016, ?), zgodovinar, novinar, podpolkovnik
- Jernej Zupanec (1810, Martinj Vrh – 1898, Ljubljana), pravnik, narodni delavec
- Josip Žontar (1895, Jesenice – 1982, Kranj), zgodovinar, pravnik
- Lojze Žumer (1899, Železniki – 1978, Ljubljana), gozdarski inženir, lesnoindustrijski strokovnjak, profesor
- Matija Žumer (1901, Železniki – 1957, Ljubljana), inženir kemije, metalurg, profesor